# Nelipyno
Nelipyno, také Nelipino (ukrajinsky Неліпино, maďarsky Hársfalva) je obec v mukačevském okrese Zakarpatské oblasti Ukrajiny. V roce 2025 žilo v Nelipynu 3653 obyvatel; v celé obci žilo 5132 obyvatel.
Obec sousedí s městem Svaljava. Územím obce protékají řeky Latorica a Viča. Jsou zde minerální prameny.

## Místní části
- Nelipyno
- Vovčyj
- Sasivka

## Historie
První písemná zmínka o obci pochází z roku 1430. Do uzavření Trianonské smlouvy patřila obec k Uherskému království, poté pod názvem Nelipino k Československu. Od roku 1945 byla součástí Ukrajinské sovětské socialistické republiky, která byla součástí SSSR. Od roku 1991 je obec součástí nezávislé Ukrajiny.

## Obyvatelstvo
V roce 1910 bylo z 1485 obyvatel 51 Maďarů, 457 Němců a 962 Rusínů. Z toho bylo 64 římských katolíků, 958 řeckokatolíků a 444 obyvatel židovského vyznání.
Při sčítání lidu v roce 2023 žilo v obci 3653 obyvatel.

## Doprava
Nachází se zde stanice na hlavní železniční trati Lvov – Stryj – Čop, která spojuje Zakarpatskou oblast se zbytkem Ukrajiny.
Po levém břehu Latorici vede silnice M06, která je součástí evropské silnice E50.

## Vesnická komunita (hromada)
V obci sídlí rada nelipynské vesnické komunity (hromady), do které patří Nelipyno, Vovčyj, Sasivka a Hankovycja. V roce 2025 žilo v této komunitě 5700 obyvatel.